# 稲田植幹
稲田 植幹（いなだ たねみき、正保3年（1646年） - 享保5年9月14日（1720年10月15日））は、徳島藩筆頭家老。淡路洲本城代稲田家5代当主。
子は稲田植治、稲田植政。幼名小八郎。通称九郎兵衛、大蔵。

## 生涯
正保3年（1646年）、徳島藩家老稲田植次の子として生まれる。母は賀島政慶の娘。慶安5年（1652年）、父稙次が没し、江戸で幕府の証人（人質）を務めていた兄植栄が家督相続して帰国したため、代わって江戸に下向し証人を務める。寛文5年（1665年）、大名家臣の証人制度廃止により、江戸から帰国する。延宝4年（1676年）、中老となる。天和3年（1683年）、兄植栄の養子となる。元禄13年（1700年）、兄の隠居により家督を相続する。元禄16年（1703年）、領内の検地を行う。宝永6年（1709年）にも領内の検地を行う。宝永7年（1710年）、領内に幕府巡見使を迎える。享保2年（1717年）、幕府巡見使を迎える。享保5年（1720年）9月14日死去。享年75。